# Таранский сельский округ
Таранский сельский округ-административная единица Жамбылского района Алматинской области.
Аким Таранского сельского округа Бабагельдиев Чингиз Бахытович .

## Административное деление
В состав входит село Балгабек Кыдырбекулы. Центр округа -село Балгабек Кыдырбекулы.

## Население
По итогам переписи 2009 года численность населения округа составила 2078 человек

## География
На юге округа расположено Аксенгирское водохранилище с плотиной на слиянии рек Карасу.
С севера округ граничит с Аксенгирским С.О.
С Востока  находится Мынбаевский С.О.
На Юге Узунагачский С.О. и Шолаккаргалинский С.О.

## Культура
По Таранскому сельскому округу функционирует 1 дом культуры. 1 библиотека оснащена 2 компьютерами, книжный фонд в библиотеках за 2022 год составляет – 9545 книг.

## Сельское хозяйство
По плану 2022 года яровой ячмень составляет 313 га. Картофель - 40 га. Овощи - 55 га. Многолетние травы – 203 га. В селе зарегистрировано 108 индивидуальных предпринимателей и фермерских хозяйств. На сегодняшний день КРС составляет 2536, МРС – 4908, лошадей – 408, птицы – 3050.
Работает кирпичный завод.

## Образование
В средней школе имени Б.Кыдырбекулы общее количество учителей 50, количество учащихся 545.
В 2022 году в детском саду «Жазира»  работает 6 групп. Воспитывается 140 детей. Работают  36 жителей села.